# 新日吉神宮
新日吉神宮（いまひえじんぐう）は、京都市東山区にある神社。旧社格は府社。現在は神社本庁に属さない単立の神社となっている。旧称は新日吉社、明治以降は新日吉神社。

## 歴史
永暦元年（1160年）、後白河上皇によって院の御所・法住寺殿の鎮守社として、日吉大社より山王七社（上七社）を勧請し、現在より南の地に新日吉社として創建される。同時に、新日吉社の別当寺とするために妙法院を比叡山延暦寺の山内から祇園社（八坂神社）の西側に移設している。また、同じく鎮守社として新熊野神社、鎮守寺として蓮華王院（三十三間堂）が建立されている。
室町時代以降は応仁の乱などの戦乱によりほとんど廃絶という状態であったが、寛永17年（1640年）現在地のやや北東側、廃絶された豊国社と豊国廟の参道上に再建された。あたかもそれらの参道を塞ぐように再建されたため、「江戸幕府が旧豊国社や豊国廟への参拝を妨げるために再建した」との説が明治以降流布したが、この再建に幕府が積極的に関わった形跡はなく、伝承では再建したのは後水尾上皇、直接に関与したのは妙法院の堯然法親王（後水尾上皇実弟）である。
豊国社が廃絶されてからはその御神体は妙法院で密かに祀られていたのであるが、江戸時代の中頃からは新日吉社で祀られていた。しかし、天明5年（1785年）にその御神体を祀るために新たに樹下神（十禅師、鴨玉依姫神）を勧請して樹下社（このもとのやしろ、現在は豊国神社と改称）が創設されている。
これらのことから新日吉社の再建は、実は「豊国神社の復活」ではなかったかとの見方もある。このような説が生まれる背景には、秀吉の元姓が「木下」（樹下に通ずる）、また幼名が「日吉丸」（日吉社に通ずる）と符合する点があるからである。
1897年（明治30年）、豊臣家ゆかりの旧大名家によって豊国廟が再興されることとなり、当社はその参道上にあったために社地を南西の現在地に移すこととなり、移転した。
1958年（昭和33年）、後白河天皇を増祀したために翌1959年（昭和34年）に神社名を現在の新日吉神宮へと改めている。
なお、本殿脇の狛猿が金網で囲まれているのは、猿が夜中に動き回るのを防ぐためだと言われている。

## 祭神
- 主祭神 - 大山咋命、大山咋命荒魂、大己貴命、玉依比売命、玉依比売命荒魂、田心比売命、菊理比売命、後白河天皇
- 相殿 - 素盞嗚尊、大年神

## 境内
- 本殿
- 廻廊
- 拝所
- 飛梅天満宮 - 祭神：菅原道真、飛梅之霊。永暦元年（1160年）、後白河上皇により創建。
- 御神木のスダジイ - 京都市指定保存樹。樹齢は500年から800年。
- 豊国神社（樹下社） - 祭神：豊臣秀吉。天明5年（1785年）に創建。
- 秋葉神社・愛宕神社 - 祭神：秋葉・迦具土神、愛宕・愛宕大神。永暦元年（1160年）、後白河上皇により創建。
- 舞殿
- 社務所
- 土蔵
- 楼門
- 山口稲荷神社 - 祭神：稲荷神。江戸時代に創建。

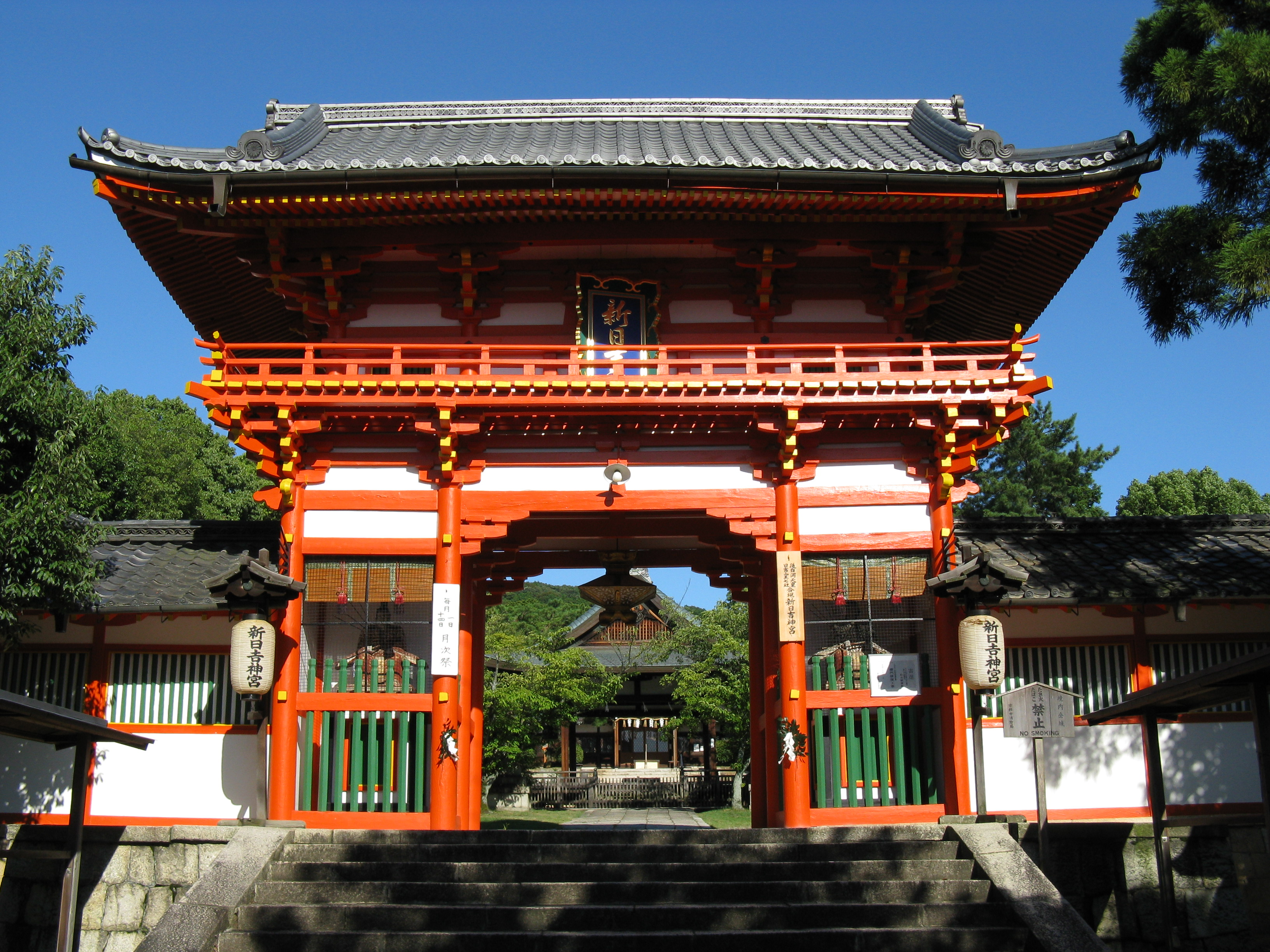
楼門
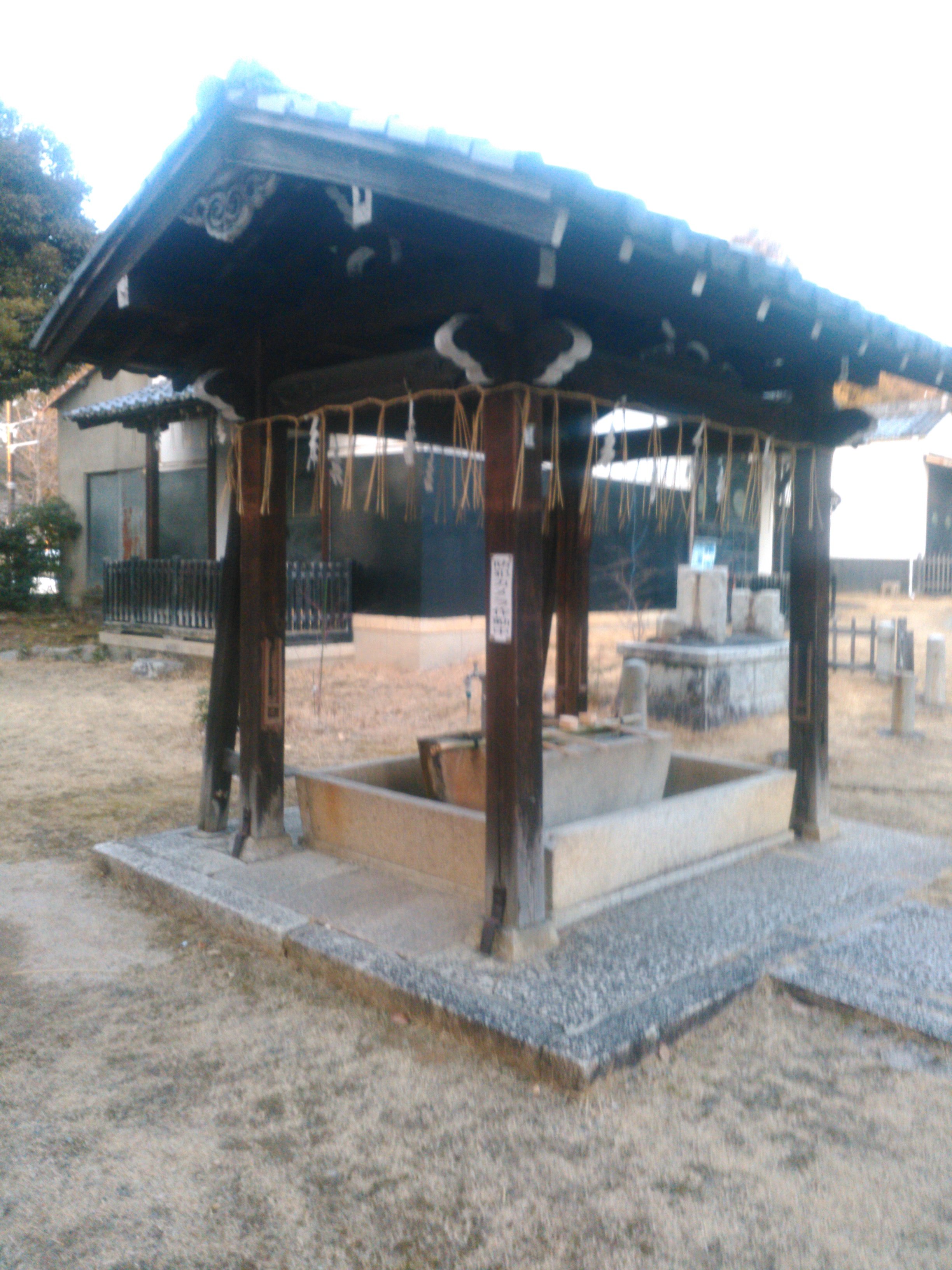
手水舎
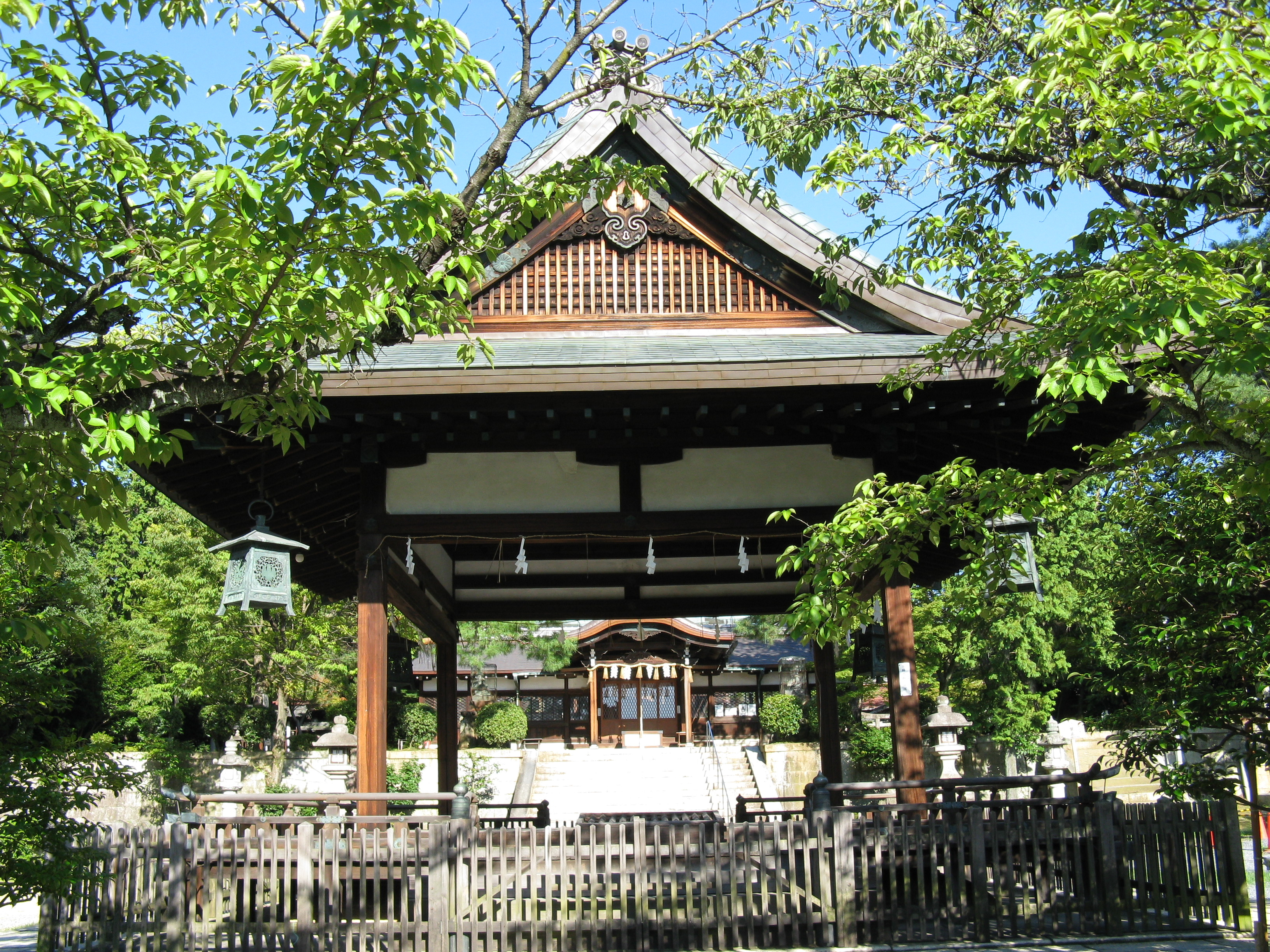
拝殿
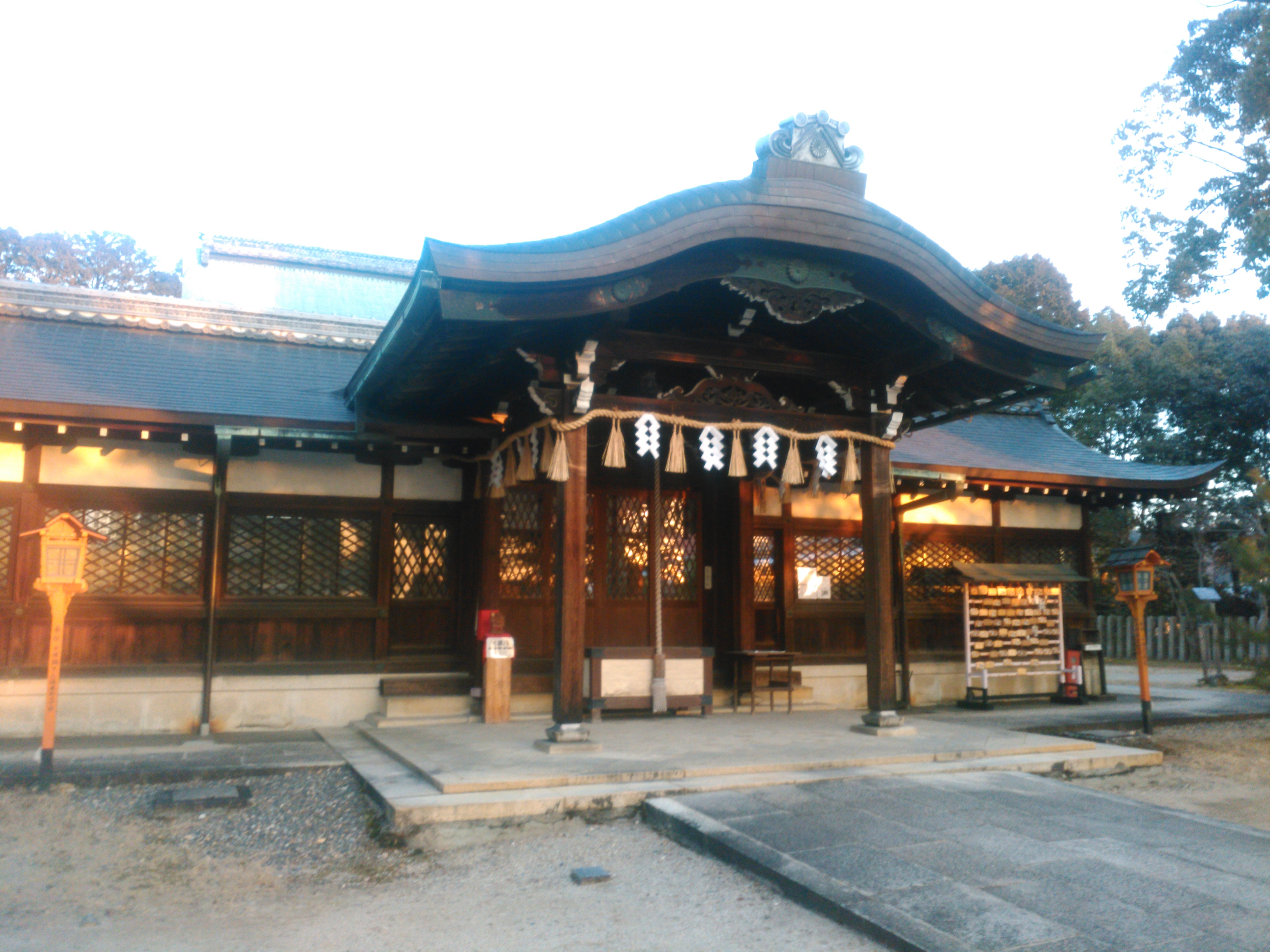
本殿
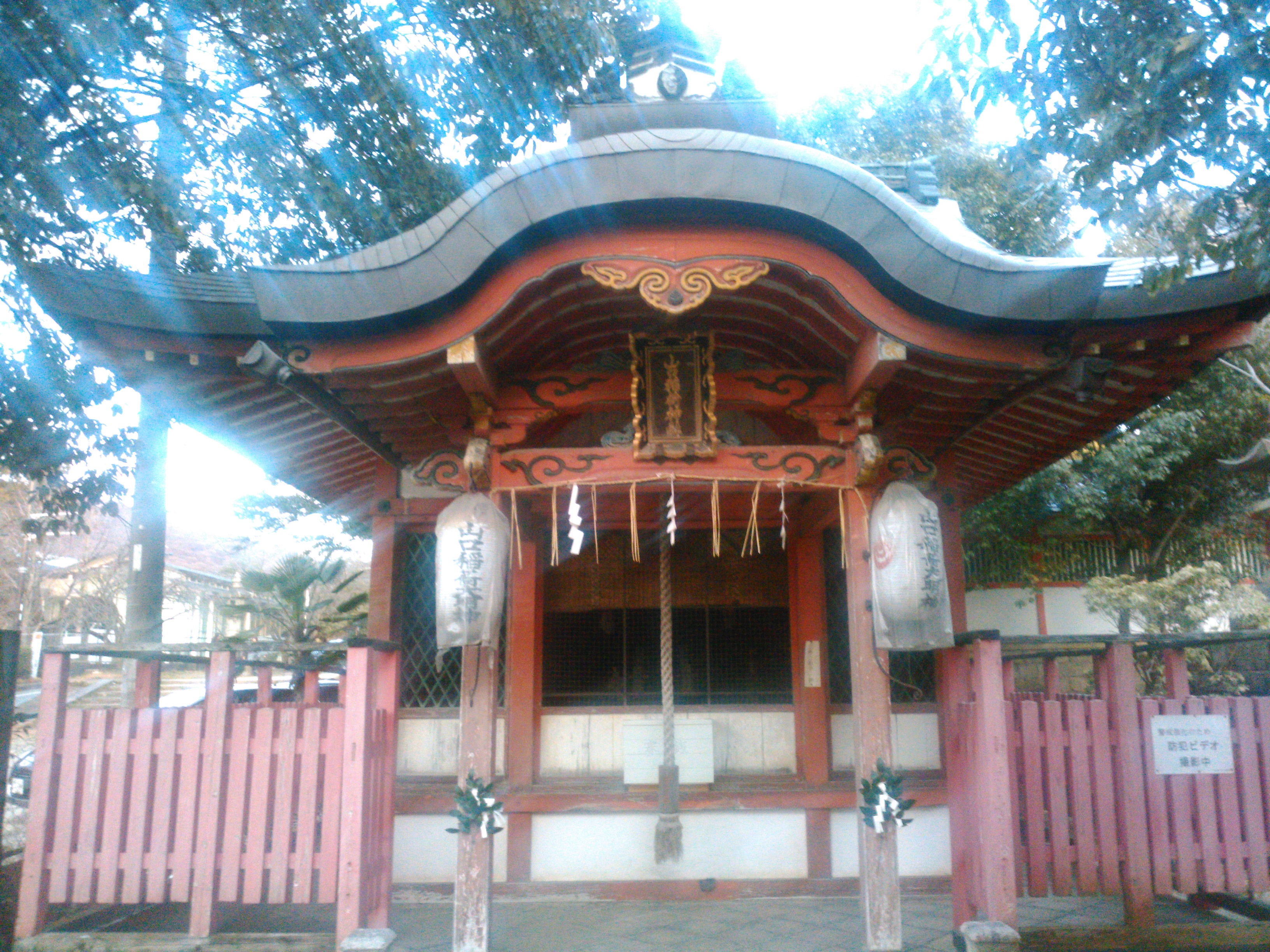
山口稲荷社
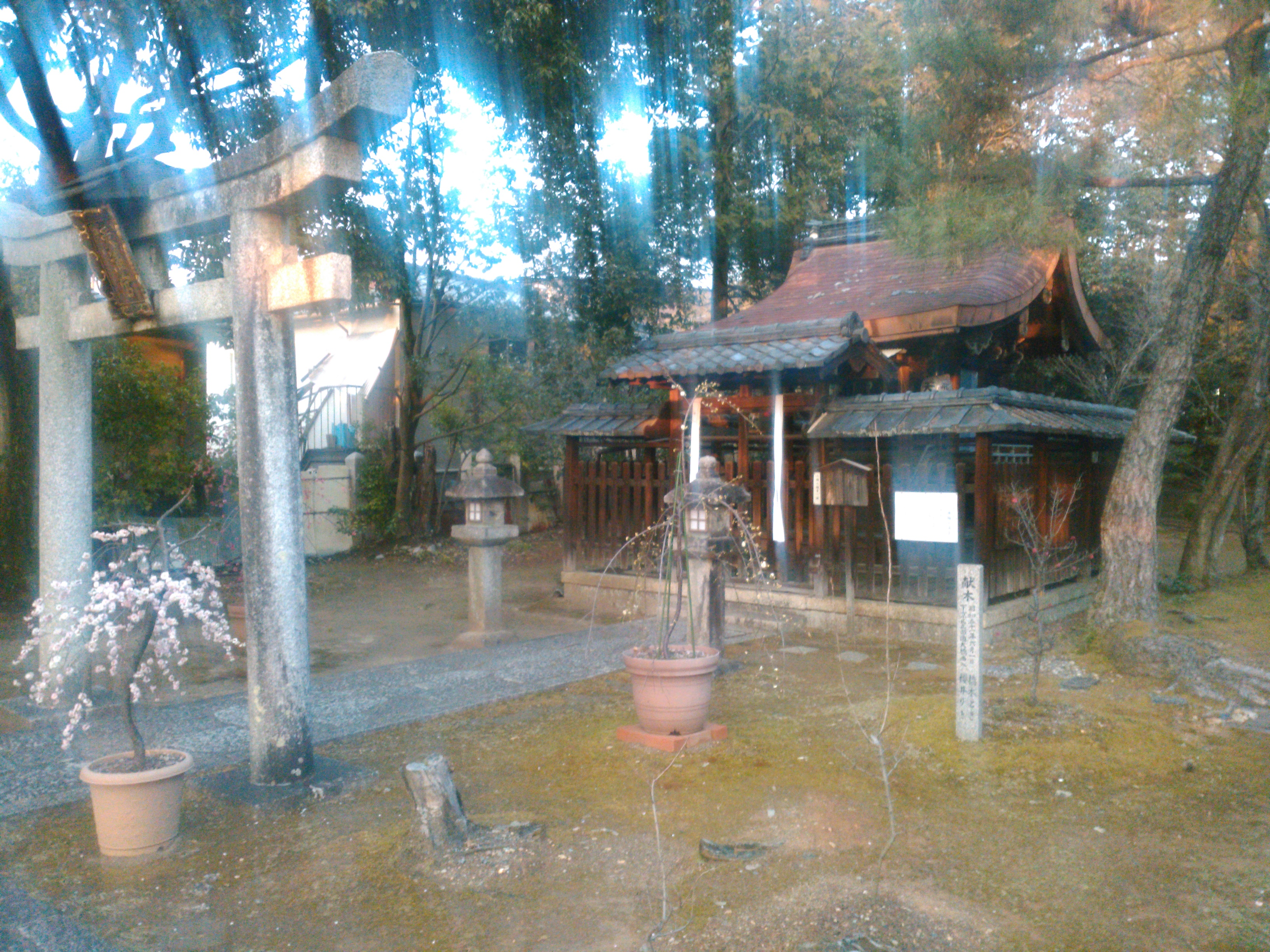
飛梅天満宮
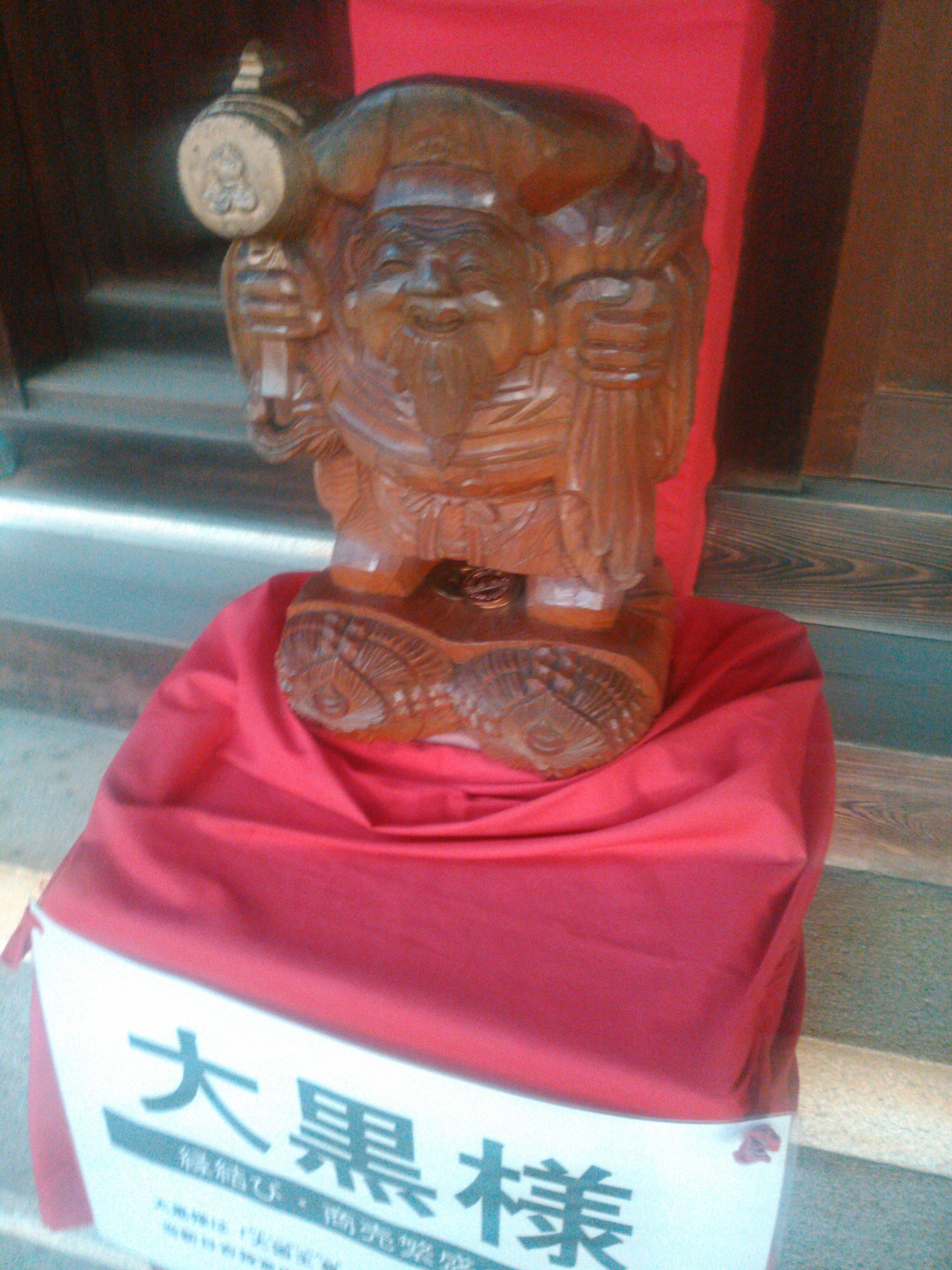
大黒様
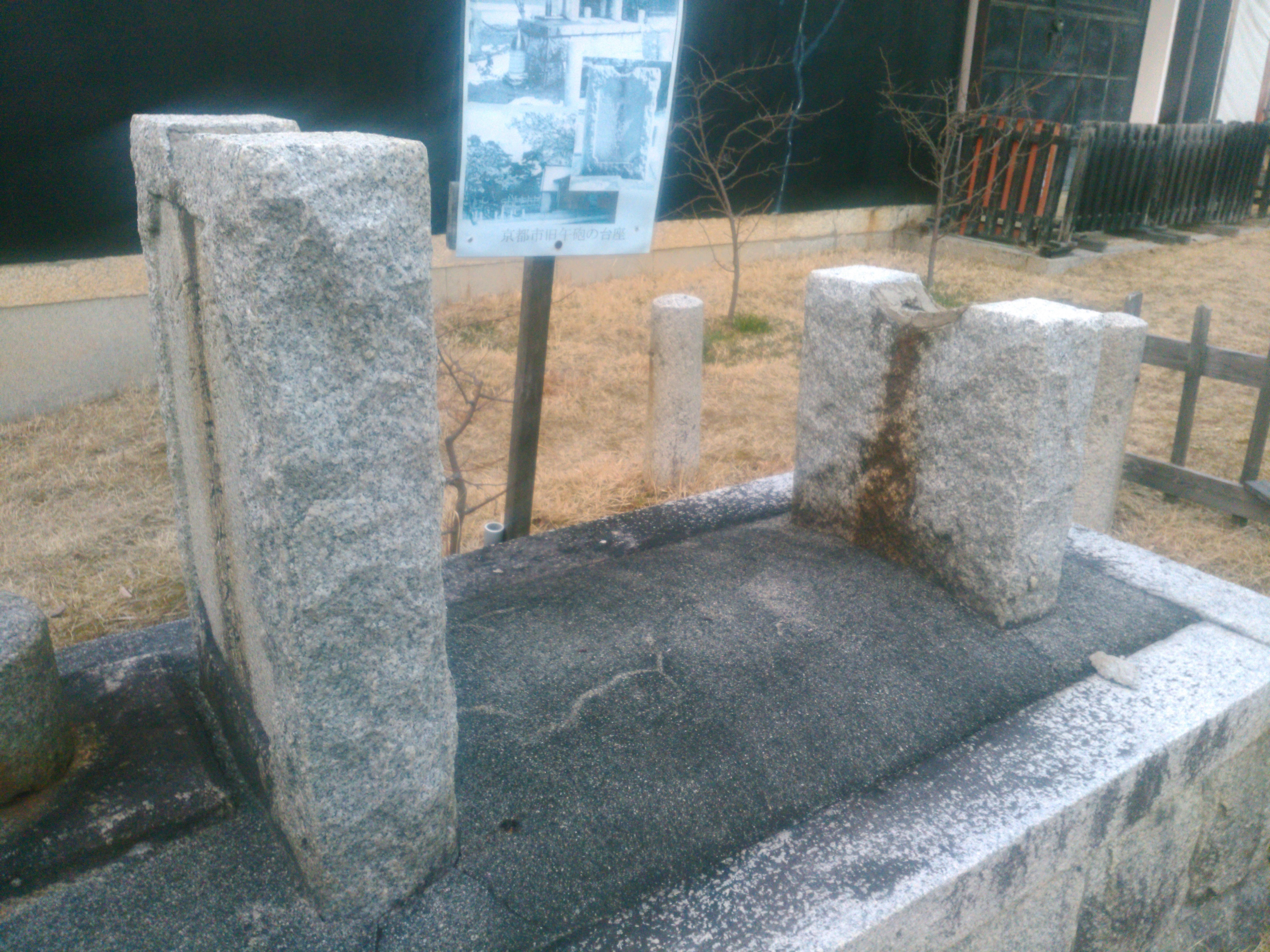
午砲の台座
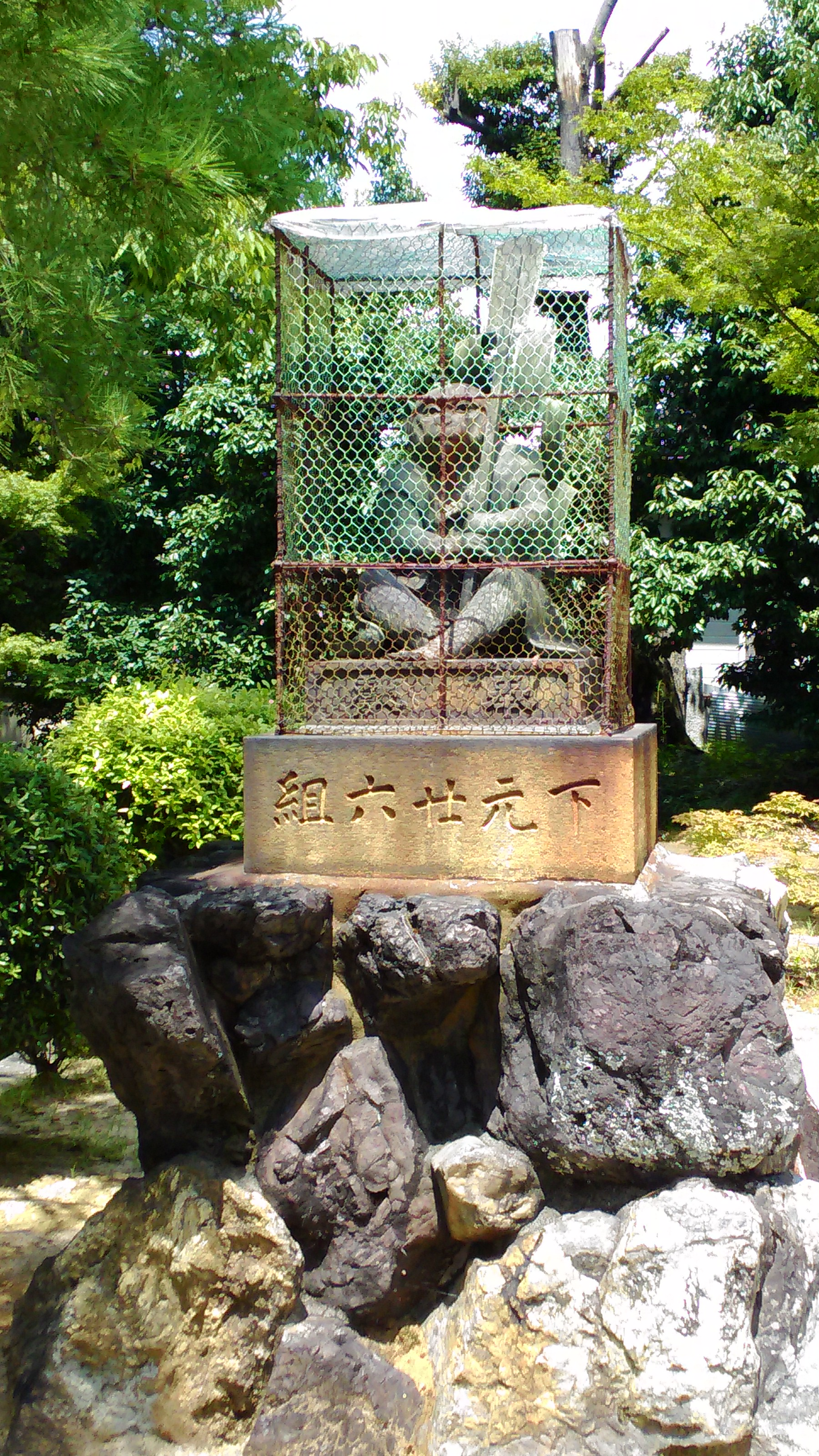
狛猿 吽形
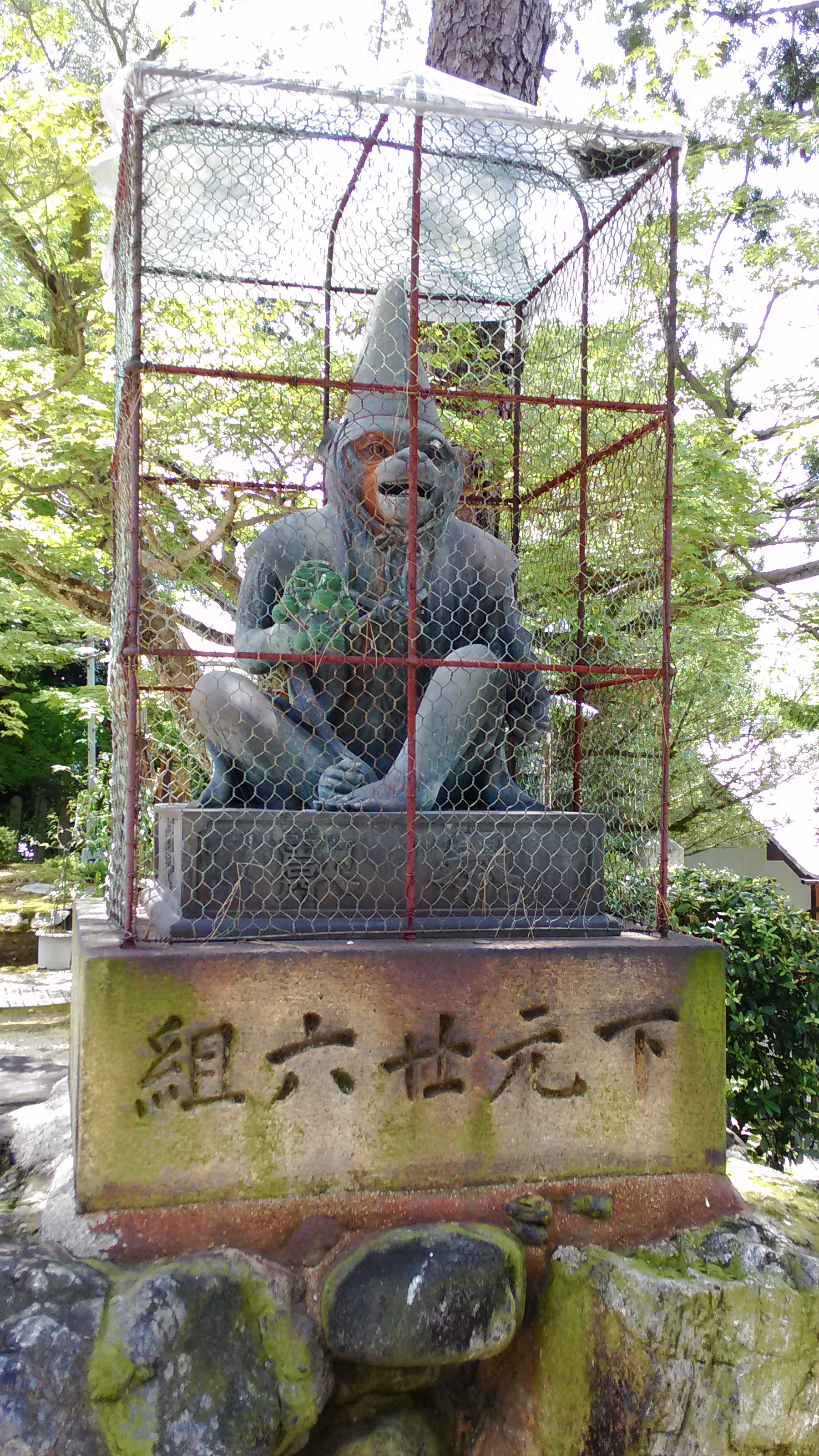
狛猿 阿形
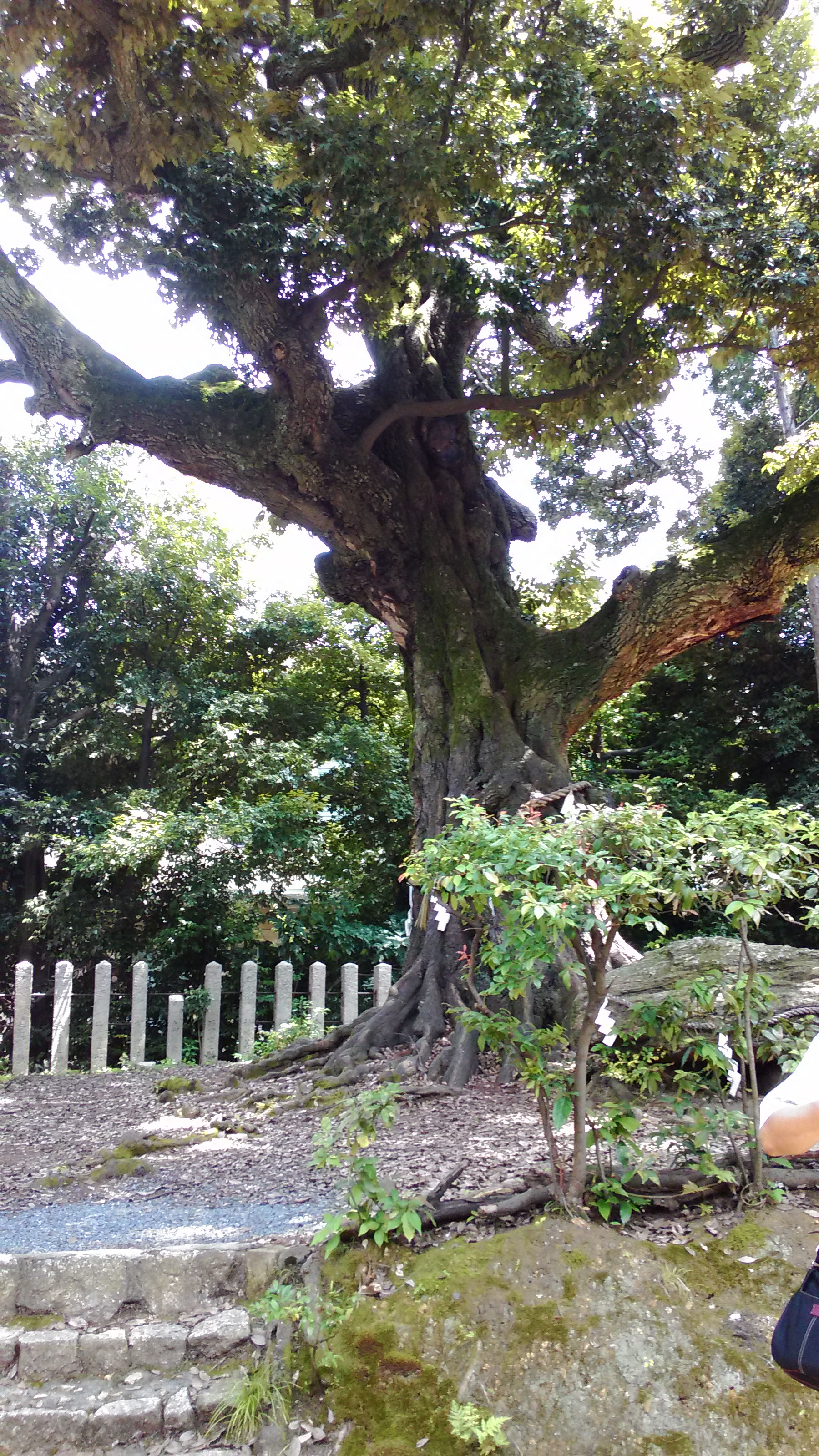
樹齢500 - 800年のスダジイ

## 所在地
- 京都府京都市東山区妙法院前側町451-1